# Rosetta (film)
Rosetta 1999-ben bemutatott belga-francia film Dardenne testvérek rendezésében. Ezzel a filmmel nyerték el az 1999-es cannes-i filmfesztivál Arany Pálmáját.

## Cselekmény
Rosetta, egy 18 éves fiatal nő, a próbaidő végén elveszítette gyári állását. Az elbocsátás hírére feldühödve fellázad, és a rendőrség kénytelen kitelepíteni. Az alkoholista édesanyjával egy lakókocsiban élve Rosetta napokig tartó, könyörtelen háborút folytat, hogy munkát találjon. Harcol az anyja ellen. Talál egy másik állást, elveszíti, majd újra megtalálja. Az eltűnéstől való félelem, a kitelepítés szégyene a megszállottja. „normális” életet akar, mint a többiek, köztük.

## Fordítás
- Ez a szócikk részben vagy egészben  a   Rosetta (film) című francia Wikipédia-szócikk fordításán alapul.  Az eredeti cikk szerkesztőit annak laptörténete sorolja fel. Ez a jelzés csupán a megfogalmazás eredetét és a szerzői jogokat jelzi, nem szolgál a cikkben szereplő információk forrásmegjelöléseként.